# Zyklopeninseln
Die Zyklopeninseln (ital. Isole dei Ciclopi) sind eine Inselgruppe im Ionischen Meer. Sie liegen etwa 100 m vor der Ostküste der italienischen Insel Sizilien im Meeresbereich von Aci Trezza, einem Ortsteil der Gemeinde Aci Castello.

## Geographische Lage
Zur Inselgruppe zählen die Inseln Lachea (die größte der Gruppe), Faraglione Grande (Faraglione di Santa Maria), Faraglione di Mezzo (Faraglione Medio) und Faraglione degli Uccelli (Zugvogelfelsen) sowie einige Felsen. Lachea ist etwa 70 m hoch und besitzt einen Umfang von 700 m.

## Name
Die Bezeichnung Zyklopeninseln bezieht sich auf die griechische Mythologie: Polyphem, einer der riesenhaften Zyklopen, nahm Odysseus und zwölf seiner Gefährten gefangen, um sich von ihrem Fleisch zu ernähren. Odysseus gelang es, den Riesen durch ein listiges Wortspiel zu täuschen, ihn gemeinsam mit seinen sechs überlebenden Gefährten gewaltsam zu blenden und dann per Schiff zu fliehen. Da schleuderte der geblendete Riese den Flüchtlingen mehrere ungeheuer große Felsbrocken nach, die nahe der Küste ins Meer fielen und die Inselgruppe bildeten.

## Entstehung
Die Inseln sind vulkanischen Ursprungs und bildeten sich vor etwa 500.000 Jahren bei einem Ausbruch basaltischer Lava am Meeresgrund. Lachea wurde schon in vorgeschichtlicher Zeit besiedelt, in griechisch-römischer Zeit ist die Nutzung als Nekropole der Bewohner des Festlands belegt.

## Natur
Heute bilden die Inseln wegen ihrer vielfältigen Unterwasserflora das Meeresschutzgebiet Riserva naturale marina Isole Ciclopi, das vom CUTGANA, einer Einrichtung der Universität Catania, verwaltet wird.

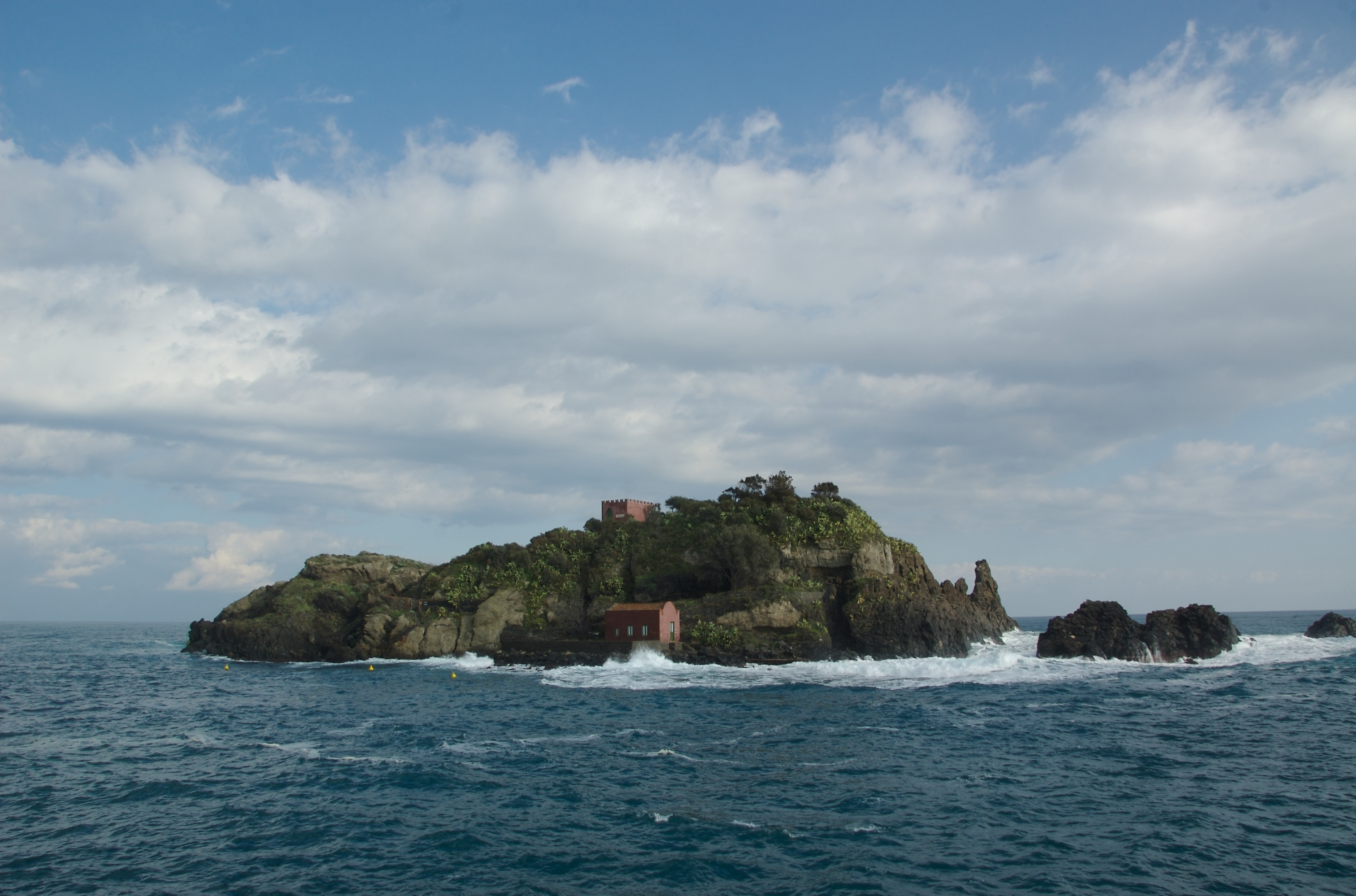
Die Hauptinsel Lachea
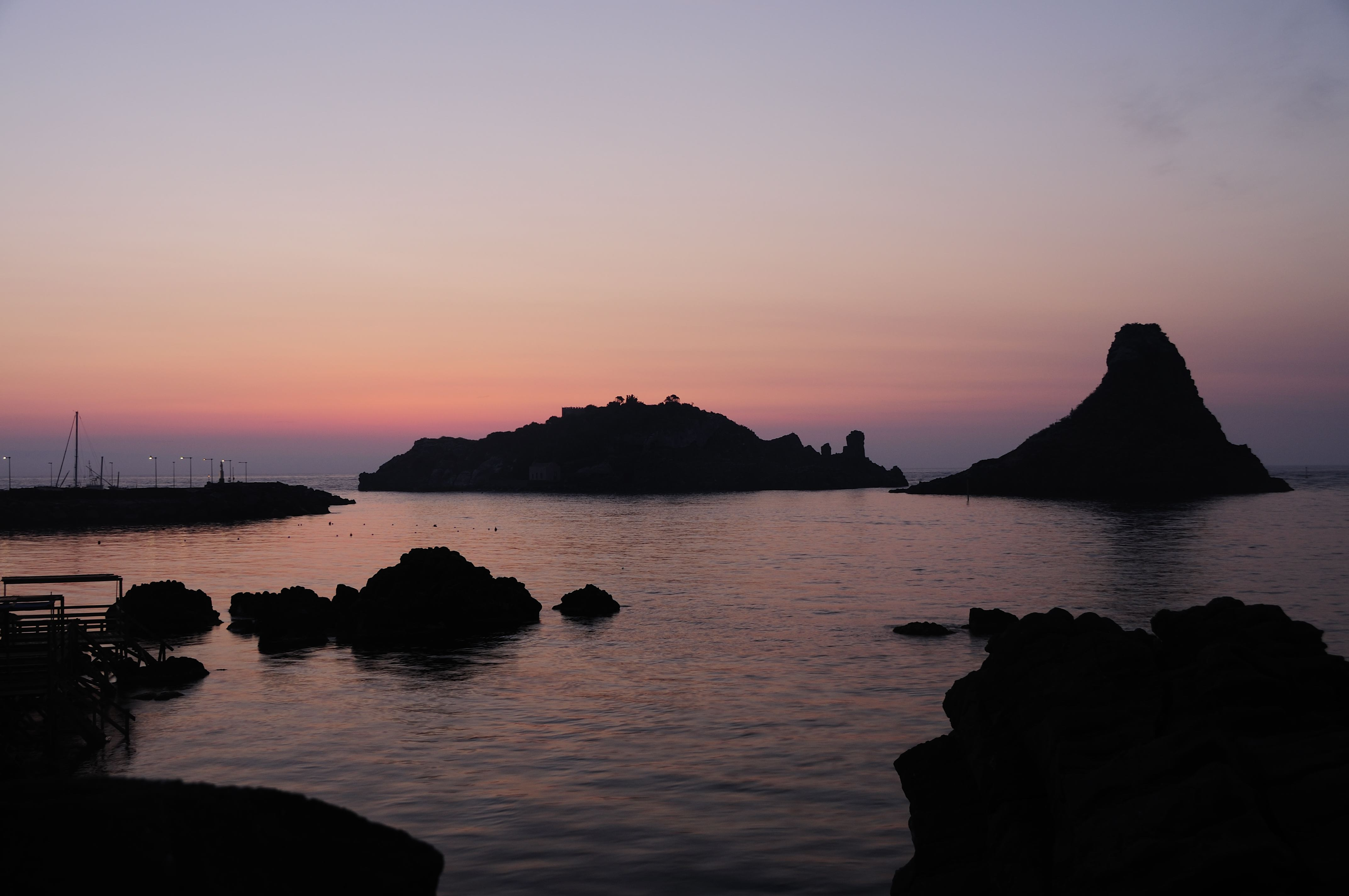
Teilansicht der Zyklopeninseln
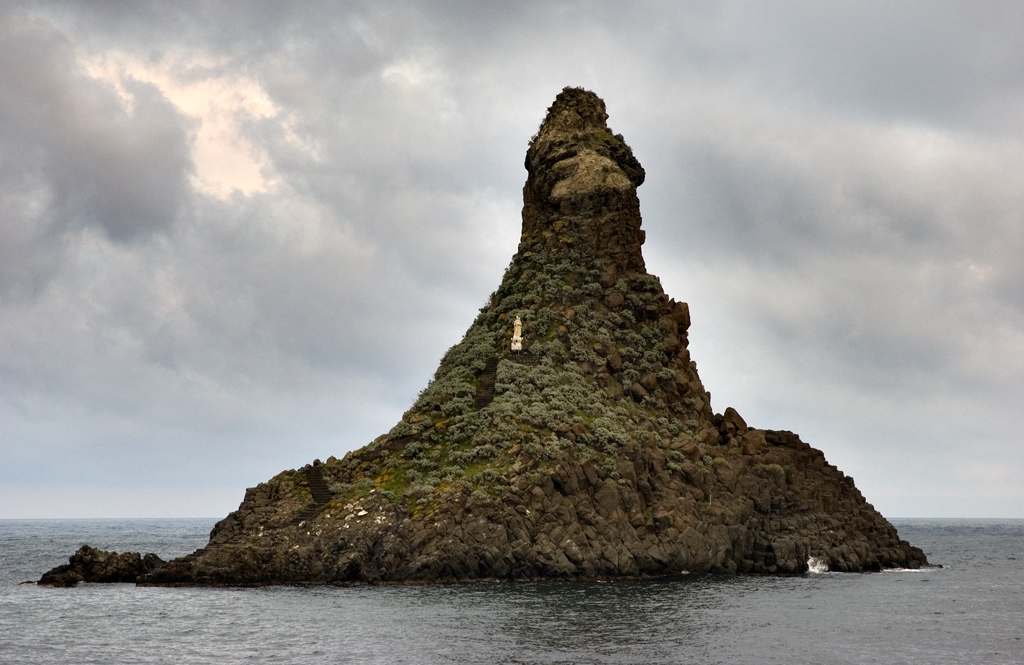
Faraglione Grande
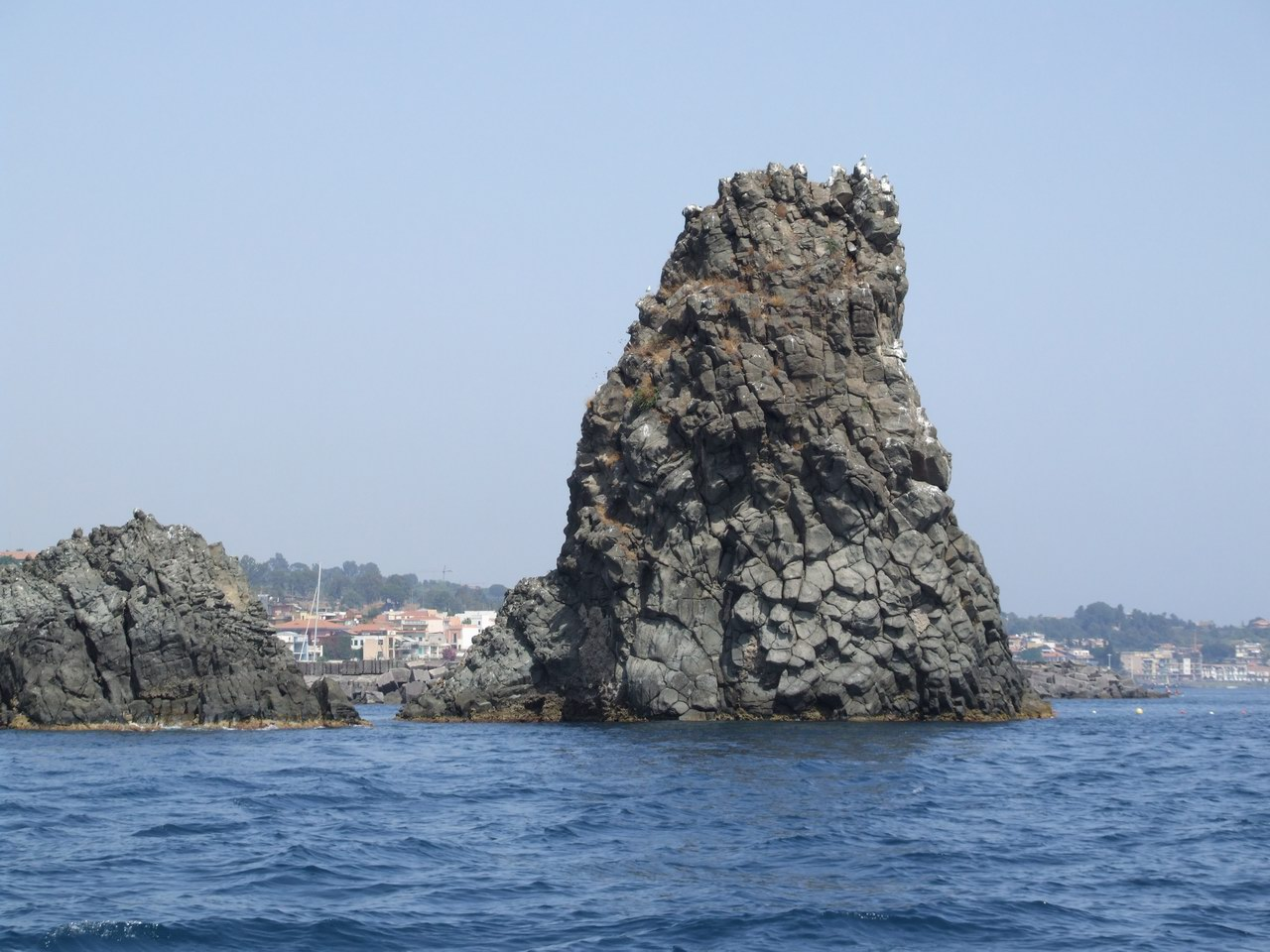
Faraglione Medio
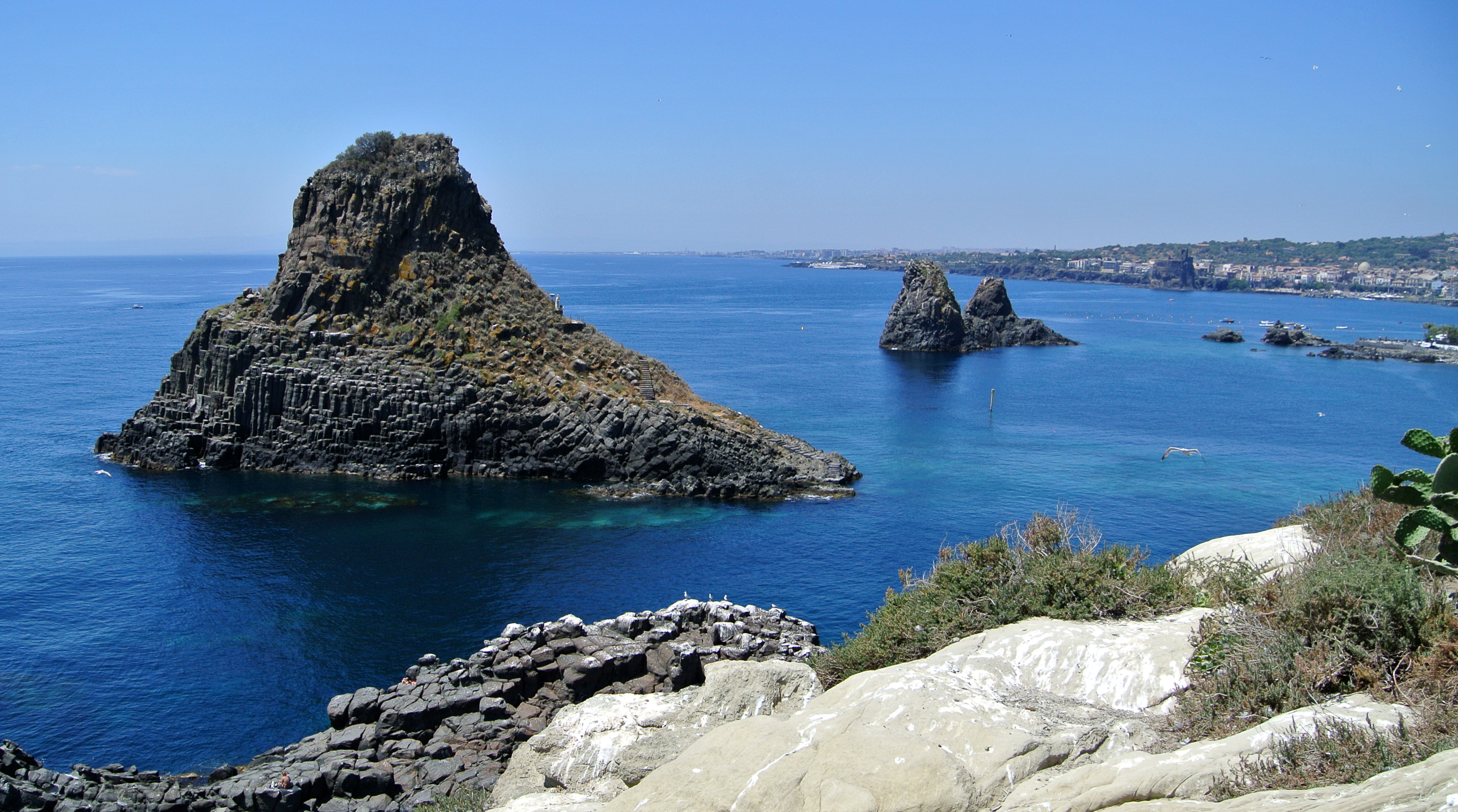
Faraglioni Aci Trezza, gut zu sehen die Basaltsäulen
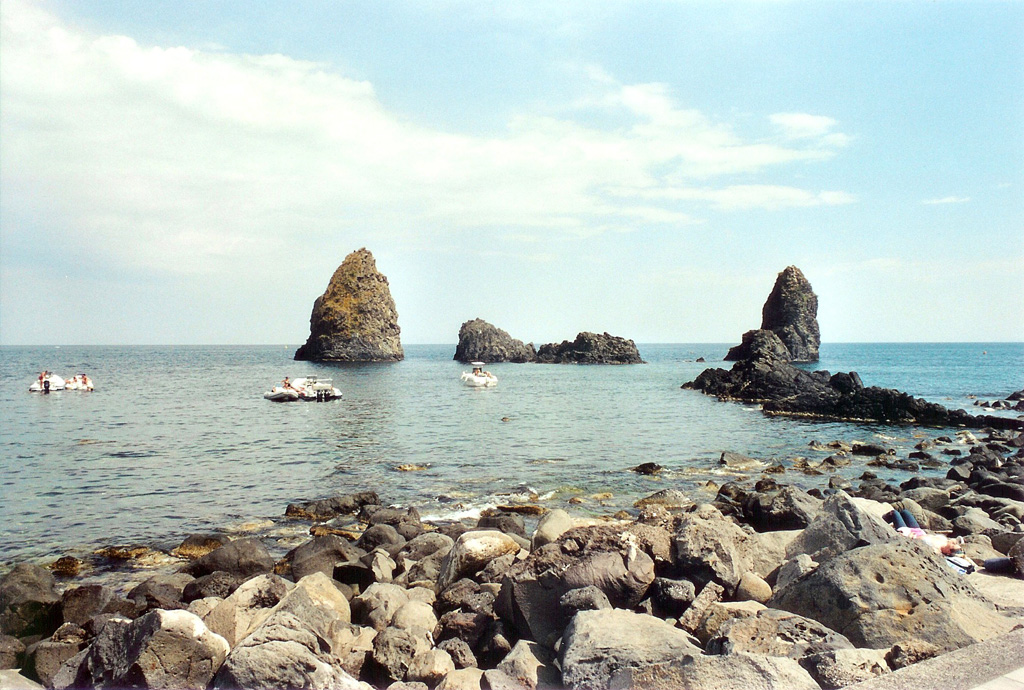
Faraglioni Aci Trezza, kleinere Felsen im Süden der Inselgruppe
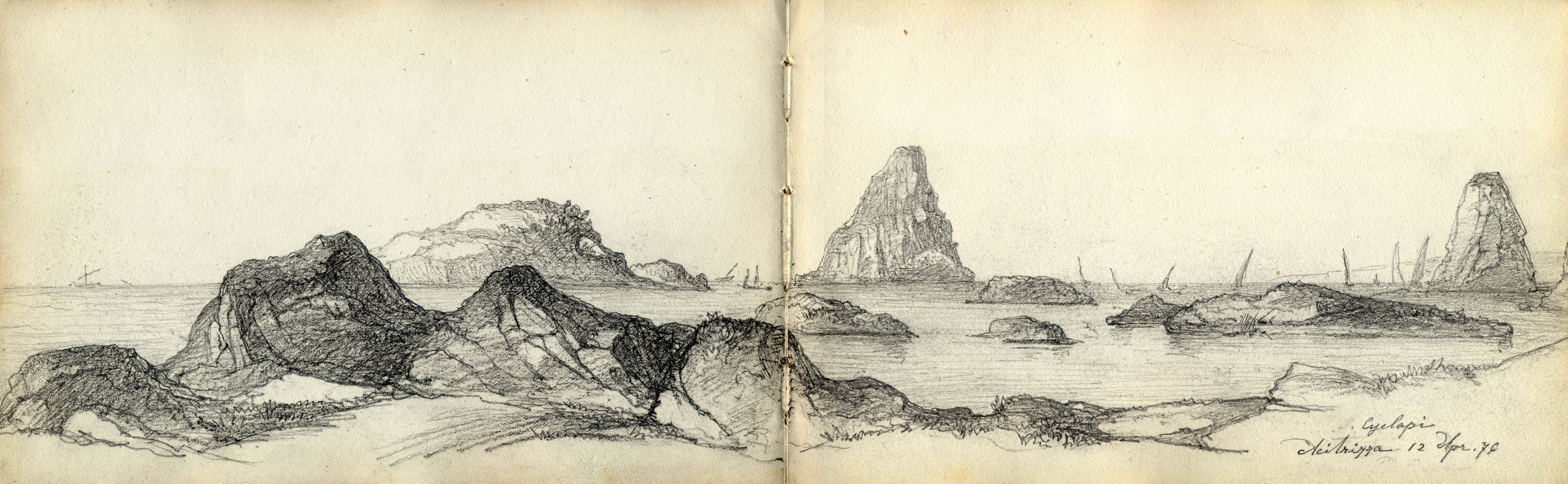
Anna Susanna Fries. Skizze 1876. Zyklopeninseln